# Sargus cuprarius
Sargus cuprarius är en tvåvingeart som först beskrevs av Carl von Linné 1758.  Sargus cuprarius ingår i släktet Sargus och familjen vapenflugor. Arten är reproducerande i Sverige. Inga underarter finns listade i Catalogue of Life.